# دوري آزادغان 2004–05
دوري آزادغان 2004–05 هو موسم من دوري آزادغان. فاز فيه نادي تربيت بدني يزد.